# Szerémi zöld
A szerémi zöld a szőlőfélék (Vitaceae) családjába, a bortermő szőlőkhöz (Vitis vinifera) tartozó szőlőfajta.
A szerémi zöldet Bihar és Arad megyében, valamint az Alföldön termesztették. Egykor az egyik legjobb fehérborszőlő-fajtának tartották. Zamatos, kellemesen savas, zöldfehér színű bort terem. Eredete nem pontosan ismert, talán a mai Horvátország és Szerbia területén elterülő Szerémség (mint az nevéből valószínűsíthető), de lehet a mai Magyarország is. Minden bizonnyal Kárpát-medencei fajta.

## Eredete
Különleges ízvilágú, a filoxéravész idején majdnem eltűnt ősi magyar fajtáról van szó. A Pécsi Tudományegyetem Szőlészeti és Borászati Intézetének fajtagyűjteményében valamint a Szerémi borvidéken néhány régi telepítésű dűlőben megtalálható, innen szaporított magának néhány elkötelezett borász.
Egyes feltételezések szerint megegyezik a Rhône-völgyi viognier fajtával, ezt ugyanis a Rhône mentén magyar zöldnek is szokták nevezni. Ennek az elméletnek alátámasztására azonban komolyabb ampelográfiai vizsgálatok szükségesek.

## Ampelográfiai leírása
Tőkéje erős növekedésű. Vesszői vastagok, középhosszú ízközűek, szürkésbarna színűek, pontozottak. Nóduszai sötétebb vörösesbarnák. Rügyei egészen nagyok, tompavégűek, gyapjasak. Vitorlája fehéren nemezes, sárgászöld. Levele nagy vagy középnagy, hosszabb, mint szélesebb, kiemelkedő csúcs és felső karéjokkal, ötkaréjos. Felső oldalöblei mélyek, zártak vagy záródók, alsó oldalöblei középmélyek, záródók vagy nyíltak. Öblei kerek alapúak. Vállöble zárt vagy záródó. Fogai nagyok, hosszúak, hegyesek, lefelé hajlók. Karéjainak csúcsfogai különösen kiemelkedők, s gyakran görbültek. Levelének színe világoszöld, felülete hólyagos. Fonáka gyapjas, de serteszőrök is találhatók rajta. Szövete vastag, elég puha. Levéllemeze kissé összehajló. Erei, levélnyele zöldek, levélnyele is gyapjas és serteszőrös. Hajtása zöld színű. Virága hímnős. Fürtje középnagy (fürtátlagsúlya kb. 15 dkg), vállas, tömött. Bogyói középnagyok, kissé megnyúlt gömbölydedek (16x15 mm), vastaghéjúak, zöldesek vagy zöldessárgák, fekete pontozásúak, lédúsak, jellegzetes zamatúak.

## Termesztési értéke
Bőven termő, jó minőségű tömegbort adó fajta. Bora fajtajelleges zamatú és illatú. Nagyon kellemes a savtartalma. Általában asztali, jobb években könnyebb pecsenyebort terem. Október első felében érik. Beérésben gyakran mindjárt a kiváló minőséget adó fajták után következik. Száraz, szellős fekvést kíván, mert a peronoszpórára érzékeny. Többször kell permetezni, mint a többi fajtát. Rövidcsapon jól terem.
A szerémi zöld értékes, jó minőségű tömegbort adó fajta.
Megfelelő szellős helyre telepítve nagyüzemi művelésre is alkalmas.

## Főbb termőterületei
Jelenleg biztosan Maurer Oszkár a Szerémségben, Szentesi József a Velencei-hegységben és Dr. Bussay László szőlőjében, a Zalai-dombság területén[forrás?] találkozhatunk a fajtával.